# Kerang (Sukosari)
Kerang is een bestuurslaag in het regentschap Bondowoso van de provincie Oost-Java, Indonesië. Kerang telt 4082 inwoners (volkstelling 2010).